# Lamprosema amphicedalis
Lamprosema amphicedalis là một loài bướm đêm trong họ Crambidae.